# زحير مستقيمي
زحير مستقيمي هو شعور بالتغوط غير المكتمل. حيث يشعر المريض بعدم القدرة أو الصعوبة في تفريغ الأمعاء عند التغوط، حتى لو تم بالفعل إخلاء محتويات الأمعاء. تشير كلمة «زحير» إلى شعور بوجود بقايا، ولا يرتبط دائمًا بالوجود الفعلي للمادة البرازية المتبقية في المستقيم. وغالبًا ما تكون الحالة مؤلمة وقد تصاحبها إجهاد غير طوعي وأعراض معوية أخرى.
زحير المثانة هي حالة مماثلة، يشعر المريض بتفريغ المثانة غير المكتمل على الرغم من أن المثانة فارغة.

## الاعتبارات
يتميز الزحير بإحساس الحاجة إلى تمرير البراز، مصحوبًا بالألم والتشنج والتوتر. على الرغم من الإجهاد، إلا أنه يتم تمرير القليل من البراز. يرتبط الزحير عمومًا بالأمراض الالتهابية في الأمعاء، والتي قد تسببها الأمراض المعدية أو غير المعدية. تشمل الحالات المرتبطة بـ الزحير:
- داء الأمبيات
- التسمم المزمن بالزرنيخ
- مرض الاضطرابات الهضمية
- سرطان قولوني مستقيمي
  - الأورام الميلانية الشرجية[3]
- فتق المثاني
- الفيروس المضخم للخلايا (في المرضى الذين يعانون من نقص المناعة)
- مرض الرتج
- الزحار
- البواسير الهابطة
- غشاء البكارة غير المثقوب[4]
- مرض التهاب الأمعاء
- متلازمة القولون العصبي
- التهاب القولون الإقفاري
- حصى الكلى، عندما تواجدها في الحالب السفلي[5]
- هبوط الرحم
- التهاب المستقيم الإشعاعي
- السيلان المستقيمي
- الأورام الحبيبية الليمفية المنقولة جنسيًا
- عدوى الطفيليات في المستقيم، وخاصة داء الشعرة الثلاثية ( الدودة السوطية )
- فتق المستقيم
- داء الشيغيلات
- التهاب القولون التقرحي

## العلاج
يتم علاج الحالة بمسكنات الألم بالتزامن مع علاج المسبب الأساسي للزحير. لقد ثبت أن الميثادون هو مسكن فعال لآلام الزحير.